# Diálogo de Seguridad Cuadrilateral
El Diálogo de Seguridad Cuadrilateral, también conocido como Quad  (término derivado del inglés Quadrilateral Security Dialogue), es un foro estratégico informal entre Estados Unidos, Japón, Australia e India que se mantiene mediante cumbres semi-regulares, intercambios de información y ejercicios militares entre países miembros. El foro fue iniciado como un diálogo en 2007 por el primer ministro Shinzo Abe de Japón, con el apoyo del vicepresidente Dick Cheney de los Estados Unidos, el primer ministro John Howard de Australia y el primer ministro Manmohan Singh de la India. El diálogo fue paralelo a ejercicios militares conjuntos de una escala sin precedentes, titulados Ejercicio Malabar. El acuerdo diplomático y militar fue ampliamente visto como una respuesta al aumento del poder económico y militar chino, y el gobierno chino respondió al Quad emitiendo protestas diplomáticas formales a sus miembros. 
La primera versión del Quad dejó de existir luego de la retirada de Australia en febrero de 2008, poco después de que el primer ministro australiano Kevin Rudd asumiera el cargo, luego de que un ejercicio naval conjunto entre el Quad y Singapur provocó protestas diplomáticas de China. Otras razones para la interrupción del Quad fueron que a fines de 2007, Yasuo Fukuda (con una actitud más amigable con Beijing) reemplazó a Abe como primer ministro de Japón y la visita de estado del primer ministro indio Manmohan Singh a China en enero de 2008, durante el cual declaró que La relación India-China era una prioridad. Bajo Rudd y su sucesora Julia Gillard, se mejoró la cooperación militar entre los Estados Unidos y Australia, lo que condujo al despliegue de marines estadounidenses cerca de Darwin, Australia. India, Japón y Estados Unidos continúan realizando ejercicios navales conjuntos a través de Malabar.
Durante la Cumbre de la ASEAN de 2017 en Manila, los 4 exmiembros se unieron a las negociaciones para revivir la alianza. Con el primer ministro Malcolm Turnbull de Australia, el primer ministro Shinzo Abe de Japón, el primer ministro Narendra Modi de India y el presidente Donald Trump de los Estados Unidos acordaron revivir el pacto de seguridad entre las tensiones en el Mar de la China Meridional causadas principalmente por China y sus ambiciones territoriales.
En marzo de 2021 el grupo Quad  se reunió y acordó acelerar la producción de vacunas contra el covid-19  de por lo menos 1000 millones de dosis para fortalecer los esfuerzos de vacunación en la región indopacífica. Otras preocupaciones del grupo son:
- Fortalecer las medidas climáticas de todas las naciones
- Asegurar que la innovación tecnológica sea consistente con un Indopacifico libre y abierto.
- Mantener el orden marítimo basado en reglas en los mares del este de la China y de la China meridional.
- Propiciar la democracia en Birmania